# Hyllus longiusculus
Hyllus longiusculus är en spindelart som först beskrevs av Tord Tamerlan Teodor Thorell 1899.  Hyllus longiusculus ingår i släktet Hyllus och familjen hoppspindlar. Inga underarter finns listade i Catalogue of Life.